# Północna Droga Morska

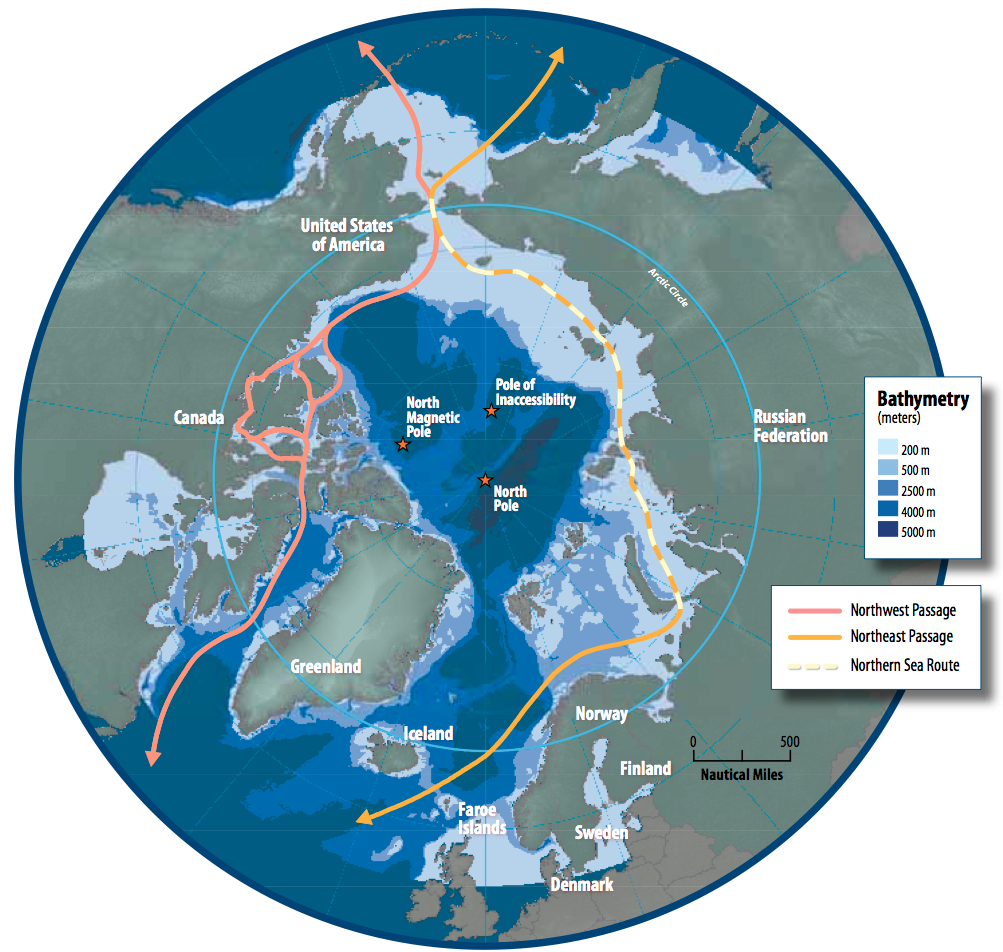
Mapa Arktyki pokazująca Przejście Północno-Wschodnie (pomarańczowa linia), Północną Drogę Morską (biała linia przerywana) i Przejście Północno-Zachodnie (czerwona linia)

Północna Droga Morska (ang. Northern Sea Route; ros. Северный морской путь, trb. Siewiernyj morskoj put) – sezonowy szlak żeglugowy w rosyjskiej Arktyce, wzdłuż brzegów Eurazji, biegnący z Morza Barentsa i Morza Białego przez Morze Karskie, Morze Łaptiewów, Morze Wschodniosyberyjskie oraz Morze Czukockie na Morze Beringa (Ocean Spokojny). Jest najkrótszym szlakiem żeglugowym łączącym europejską część Rosji z Syberią i Dalekim Wschodem. Stanowi część Przejścia Północno-Wschodniego.
Koniec i początek szlaku są różnie określane przez różne publikacje. Według nich początkiem jest Murmańsk, Archangielsk lub Karskie Wrota, z kolei koniec stanowi Cieśnina Beringa, Prowidienija lub Władywostok. Mający 5600 km długości odcinek Karskie Wrota-Prowidienija znajduje się pod specjalną obsługą lodołamaczy zapewniających żeglowność szlaku w większości pokrytego lodem przez 8-9 miesięcy w roku, w związku z czym Komisja Standaryzacji Nazw Geograficznych poza Granicami Rzeczypospolitej Polskiej na 80. posiedzeniu z 26 czerwca 2013 roku uznała, że polski egzonim „Północna Droga Morska” odnosi się do tego właśnie odcinka.
Północna Droga Morska ma duże znaczenie dla gospodarczego rozwoju północnych obszarów Rosji, w szczególności dla portowych miast północnosyberyjskich, takich jak Dikson, Dudinka, Igarka, Nordwik, Tiksi, Ambarczik, Pewek i Prowidienija.